# Sibret
Sibret is een dorp in de Belgische provincie Luxemburg en een deelgemeente van Vaux-sur-Sûre. Sibret telt ongeveer 1000 inwoners. In de deelgemeente liggen nog verschillende gehuchten, zoals Chenogne, Jodenville, Lavaselle, Mande-Sainte-Marie, Poisson-Moulin en Villeroux.

## Geschiedenis
Op het eind van het ancien régime werd Sibret een gemeente. In 1823 werd de gemeente uitgebreid. De noordelijke buurgemeente Mande-Sainte-Marie werd opgeheven en bij Sibret gevoegd en het gehucht Senonchamps werd overgeheveld van de gemeente Bastenaken.
Bij de gemeentelijke fusies van 1977 werd Sibret een deelgemeente van fusiegemeente Vaux-sur-Sûre.

## Demografische ontwikkeling
- Bronnen:NIS, Opm:1831 tot en met 1970=volkstellingen

## Bezienswaardigheden
- De Église Saint-Brice

Deelgemeenten: Hompré · Juseret · Morhet · Nives · Sibret · Vaux-lez-Rosières

Overige dorpen en gehuchten: Assenois · Belleau · Bercheux · Chaumont · Chenogne · Clochimont · Cobreville · Grandru · Jodenville · La Barrière · Lavaselle · Lescheret · Mande-Sainte-Marie · Morhet-Station · Poisson-Moulin · Remichampagne · Remience · Remoiville · Rosières · Salvacourt · Sûre · Villeroux 

Belgische gemeenten · Arrondissement Neufchâteau · Luxemburg · Wallonië